# SIGMET
SIGMET, Significant Meteorological Information, (важлива метеоінформація) є погодним порадником, що містить метеоінформацію стосовно безпеки польотів всіх літальних апаратів. Існують два типи SIGMETs ― конвекційні та неконвекційні. Вказівником для видання неконвекційних порадників є сильна (severe) або екстремальна турбулентність над територією у 8000 км2, сильне або більше зледеніння на тій самій площі або настанням метеоумов IFR (IMC) над тією площею внаслідок пилу, піску чи вулканічного попелу.
Метеозведення зазвичай транслюються на базі потужностей ATIS чи АДС, також станцій VOLMET. Їм призначається літерний код латиниці від N до Y (виключаючи S та T). SIGMET видаються за потребою і вважаються чинними до 4 годин. SIGMET про урагани та вулканічний попіл поза межами CONUS дійсні до 6 годин.
Конвекційні SIGMET публікуються стосовно явищ конвенції поза межами континентальних штатів США в зонах of внутрішніх та лінійних гроз, гроз вище або аналогічно рівню 4, що покривають 40% або більше території у 8000 км2 і включають ураганні поверхневі вітри ≥ 50 вузлів, град на поверхні ≥ 2 см в діаметрі та торнадо. Дані SIGMET дійсні впродовж 2 годин і публікуються кожні 1 год 55 хв.

## Поклили
1. ↑  Архівована копія. Архів оригіналу за 5 березня 2016. Процитовано 11 грудня 2016.{{cite web}}:  Обслуговування CS1: Сторінки з текстом «archived copy» як значення параметру title (посилання)
2. 1 2  Pilot's Handbook of Aeronautical Knowledge (PDF). Federal Aviation Administration. Архів оригіналу (PDF) за 18 червня 2015. Процитовано 17 вересня 2015.
3. ↑  Архівована копія (PDF). Архів оригіналу (PDF) за 21 грудня 2016. Процитовано 11 грудня 2016.{{cite web}}:  Обслуговування CS1: Сторінки з текстом «archived copy» як значення параметру title (посилання)
4. ↑  Homepage, NOAA's National Weather Service - Aviation Weather Center. AWC - Aviation Weather Center. www.aviationweather.gov (амер.). Архів оригіналу за 8 грудня 2016. Процитовано 13 квітня 2016. [Архівовано 2016-12-08 у Wayback Machine.]
5. ↑  see 4